# حسن مالك (سياسي)
حسن مالك (بالملايوية: Hassan Malek)‏ هو سياسي ماليزي، ولد في 24 أبريل 1946 في نكري سمبيلن في ماليزيا. حزبياً، نشط في المنظمة الوطنية الملاوية المتحدة. وقد انتخب عضو ديوان الرعية ‏.